# Гамзатов, Тимур Курбанович
Тимур Курбанович Гамзатов (род. 1996, с. Аларах, Цунтинский район, Дагестан, Россия) — российский боксёр-любитель, выступающий в полутяжёлой и в тяжёлой весовых категориях.
Мастер спорта России, член сборной России по боксу (2021—н.в.), бронзовый призёр чемпионата России (2021), двукратный серебряный призёр чемпионатов России (2023) и (2024), многократный победитель и призёр международных и всероссийских турниров в любителях.

## Биография
Родился в 1996 году, в селе Аларах Цунтинского района, в Дагестане, в России.
По национальности — Аварец
Является выпускником МИСиС.

## Любительская карьера
Представляет Тулу, занимается у своего отца Курбана Гамзатова.

### 2018—2019 годы
В октябре 2018 года участвовал на чемпионате России в Якутске в весе до 81 кг, где в 1/16 финала победил Бахтиёра Холова, но в 1/8 финала уступил опытному Гамзату Газалиеву.
В апреле 2019 года в подмосковной Балашихе стал победителем XIX Всероссийского турнира класса «А» на призы Заслуженного мастера спорта СССР Виктора Агеева.

### 2020—2021 годы
В ноябре 2020 года стал победителем XXVI всероссийских соревнований класса «А» «Гран-при Тулы».
В апреле 2021 года в составе сборной России, принял участие в 58ом международном турнире Belgrade Winner, проходившим в Белграде. В 1/4  выиграл у представителя Хорватии. в полуфинале одержал победу над представителем Великобритании Кларком Чиновном. В финальном бою выиграл у представителя Казахстана Василия Левита. Став победителем международного турнира в Сербии, выполнил норматив мастера спорта международного класса.
В сентябре 2021 года на чемпионате России в Кемерово, уступив в полуфинале Андрею Стоцкому, стал бронзовым призёром.

### 2023 год
После длительного перерыва из-за травмы, в августе принял участие в Чемпионате России, проходившим в Хабаровске. Выиграв четыре боя, в финале из за рецидива травмы, был снят врачом соревнований и занял второе место.

### 2024 год
В августе принял участие в чемпионате вооружениях сил России проходившим в Воронеже. В финальном бою выиграл у чемпиона России 2024 года Егора Плоцына.
11 октября 2024 года в Иркутске дошёл до финала чемпионата России, в котором уступил Дмитрию Карманову, став серебряным призёром. 

## Спортивные достижения
- Международный турнир 58th Belgrade Winner 2021, Сербия — ;
- Чемпионат России по боксу 2021 — ;
- Чемпионат России по боксу 2023 — ;
- Чемпионат России по боксу 2024 — ;
- Международный турнир Great Silk Way 2025, Азербайджан — ;